# 2007年溫布頓網球錦標賽男子單打決賽
2007年溫布頓網球錦標賽男子單打決賽是2007年溫布頓網球錦標賽男子單打比賽中的一場網球冠軍比賽。這場賽事是拿度與費達拿對戰史中的一部分，世界排名第一的罗杰·费德勒對上世界排名第二的拉斐尔·纳达尔。經過三小時又四十五分鐘後，罗杰·费德勒以 7–6(9–7), 4–6, 7–6(7–3), 2–6, 6–2獲得勝利。
這場比賽被認為是1980年溫布頓網球錦標賽男子單打決賽以來最經典的一場男子單打決賽。

## 背景
罗杰·费德勒與拉斐尔·纳达尔被認為是網球歷史中最佳的一組對戰組合他們參加2007年溫布頓網球錦標賽時，這兩人取得過去9項大滿貫冠軍。
费德勒當時已連續獲得四次溫布頓網球錦標賽男子單打冠軍，企圖追平比約恩·博里連續獲得五次溫布頓網球錦標賽男子單打冠軍的歷史紀錄。
另一個方面來看，纳达爾已經連續奪得三屆法國網球公開賽冠軍，試圖連續奪得法國網球公開賽與溫布頓網球錦標賽二項賽事冠軍。纳达爾當時對戰费德勒為8勝4負領先。

## 統計
| 分類                | 費德勒      | 納達爾      |
| ------------------- | ----------- | ----------- |
| 1發成功率           | 71%         | 70%         |
| 愛司                | 24          | 1           |
| 雙誤                | 3           | 2           |
| 致勝球              | 65          | 50          |
| 非受迫性失誤        | 34          | 24          |
| 致勝球-非受迫性失誤 | +31         | +26         |
| 1發得分率           | 71%         | 68%         |
| 2發得分率           | 62%         | 57%         |
| 接發得分            | 35%         | 31%         |
| 破發點成功破發      | 3/8 (37%)   | 4/11 (36%)  |
| 網前得分            | 30/51 (59%) | 18/26 (69%) |
| 總得分              | 165         | 158         |

Source

## 外部連結
- Head to Head player details at the ATP's official site